# Paul Costello
Paul Costello   (Filadèlfia, 27 de desembre de 1894 - Filadèlfia, 17 d'abril de 1986) fou un remador nord-americà, el primer a guanyar tres medalles olímpiques d'or consecutives en una mateixa prova.

## Biografia
Va néixer el 27 de desembre de 1894 a la ciutat de Filadèlfia, població situada a l'estat de Pennsilvània. Fou cosí del també remador i medallista olímpic Pat Costello. Va morir el 17 d'abril de 1986 a la seva residència de Filadèlfia.

## Carrera esportiva
Va participar, als 25 anys, en els Jocs Olímpics d'Estiu de 1920 realitzats a Anvers (Bèlgica), on aconseguí guanyar la medalla d'or en la prova masculina de doble scull fent parella amb John B. Kelly, Sr.. Aconseguí repetir aquesta medalla fent parella novament amb Kelly en els Jocs Olímpics d'Estiu de 1924 realitzats a París (França). En els Jocs Olímpics d'Estiu de 1928 realitzats a Amsterdam (Països Baixos) tornà a aconseguir guanyar la medalla d'or, si bé en aquesta ocasió al costat de Charles McIlvaine.